# Галле (округ)
Галле (нем. Halle) — один из 15 округов (нем. Bezirk), образованных в 1952 году после ликвидации земель на территории Германской Демократической Республики.
Он состоял из 20 районов, 3 городов окружного подчинения и 684 коммун. В связи с воссозданием земель был ликвидирован в 1990 году.